# Bullocks Hall
Bullocks Hall var en civil parish 1866–1955 när det uppgick i West Chevington, nu i Tritlington and West Chevington civil parish, i grevskapet Northumberland i England. Civil parish var belägen 2 km från Hadston och hade 13 invånare år 1951.